# Sainte-Foy (Vendée)
 Sainte-Foy  es una población y comuna francesa, en la región de Países del Loira, departamento de Vendée, en el distrito de Les Sables-d'Olonne y cantón de Les Sables-d'Olonne.

## Demografía
| 612 | 579 | 546 | 640 | 823 | 1357 |
| Para los censos de 1962 a 1999 la población legal corresponde a la población sin duplicidades (Fuente: INSEE [Consultar]) |     |     |     |     |      |